# Gestumblindi
Gestumblindi o Gestiblindus (del nórdico antiguo, que significa invitado o huésped ciego) fue un caudillo vikingo legendario que aparece en la saga Hervarar y Gesta Danorum de Saxo Grammaticus. También fue una figura del folclore de Escandinavia bajo el apelativo Gest Blinde.

## Hervarar saga ok Heiðreks
Según saga Hervarar, Gestumblindi era un poderoso caudillo godo en Reidgotaland, que enfureció al rey Heidrek cuando se negó a pagar tributo. El rey Heidrek tenía un hird de doce hombres que contaban con la confianza real de solventar las disputas legales en el reino. Cualquiera que tuviera una disputa, ellos tenían el derecho de interceder y disponer de las vidas y su integridad física, a condición de que preguntasen al rey una serie de enigmas que no pudiera responder.
Heidrek envió un mensaje a Gestumblindi que si no hacía acto de presencia en la corte en una fecha concertada, sería hecho prisionero.
En su desesperación, Gestumblindi sacrificó un blót a Odín rogando consejo. Poco después, un extranjero apareció en la hacienda de Gestumblindi y le dijo que compartían el mismo nombre. Ambos eran tan iguales que nadie pudo distinguirlos entre sí. Cambiaron sus ropas y Gestumblindi fue a esconderse.
El extranjero fue a presentarse a la corte de Heidrek y todo el mundo pensó que el nuevo hombre era el caudillo Gestumblindi; entre ambos hubo la más exquisita rivalidad en sabiduría. Gestumblindi recitaba adivinanzas, la mayoría sobre la naturaleza pero también sobre creencias nórdicas, y Heidrek contestó correctamente a todas.
Finalmente, Odín/Gestumblindi preguntó a Heidrek la misma adivinanza que hizo al jotun Vafþrúðnir:
«¿Que susurró Odín al oído de Balder antes de ser incinerado?»
Heidrek se dio cuenta de que Gestumblindi era en realidad el mismo Odín, y enojado intentó acabar con Odín usando su espada mágica Tyrfing. Odín se transformó en un halcón y escapó, aunque Heidrek logró cortar parte de la cola del ave y es por eso que la cola de los halcones tiene esa forma.

## Gesta Danorum
Según Saxo Grammaticus, Gestiblindus era un rey de los gautas que se ofreció a sí mismo y su reino al rey Frodi, rey de Dinamarca a condición de que los daneses le defendiesen del ataque del rey Alrik y los suiones (suecos).